# Kreuz München-Nord
Kreuz München-Nord is een knooppunt in de Duitse deelstaat Beieren.
Op dit klaverturbineknooppunt met fly-over in het noordoosten van de stad München kruist de A9 Neurenberg-München de A99, de ringweg van München.

## Geografie
Het knooppunt ligt in het noorden van München op de gemeentegrens met Garching. Eigenlijk ligt het in de wijk Fröttmaning in het stadsdeel Schwabing-Freimann.
Direct ten zuidwesten van het knooppunt ligt de Allianz Arena, het thuisstadion van zowel Bayern München als 1860 München. Tegenover de Allianz Arena ligt de Fröttmaninger Berg met een markante windkrachtcentrale nabij het knooppunt (Windmolenpark Fröttmaning). Zowel de metrolijn U6 van de metro van München als de B 11 lopen beide van noord naar zuid onder het knooppunt door.
Het knooppunt ligt ongeveer 10 km ten noorden van het centrum van München en ongeveer 60 km ten zuiden van Ingolstadt.
Het is een belangrijk knooppunt omdat het de A 9 indirect met de A 8 verbindt, die in de stad München onderbroken is, zodat het doorgaande verkeer via de A 99 met rijden. Zo vormt het de verbindende schakel tussen Berlijn—München/Oostenrijk Innsbruck/Salzburg) en tussen de genoemde Oostenrijkse steden en de Benelux/Frankrijk.

## Geschiedenis
Het knooppunt werd in de jaren 30e van de 20e eeuw gepland, toen een directe snelwegverbinding, de latere A9 van München naar Berlijn besproken werd. In 1966 gaf de Regering van Opper Beieren de opdracht tot een planonderzoek uit, dat eind 1969 leidde tot de bouw van de A9.
Een burgerinitiatief verhinderde dat voor de bouw van het knooppunt de Heilig-Kreuz-Kirche in Fröttmaning gesloopt zou worden, daardoor werd het knooppunt iets verder naar het noorden verschoven.
Vanwege de verbreding van de kruisende snelwegen voor het wereldkampioen voetbal in 2006 werd het knooppunt in 2005 aangepast.

## Configuratie
Knooppunt
Het knooppunt is een klaverbladknooppunt met en directe aansluiting van de A99 oost naar de A9-noord.
Rijstrook
Nabij het knooppunt heeft de A9 2x4 rijstroken. De A99 heeft ter hoogte van het knooppunt 2x2 rijstroken. richting het oosten heeft 3 rijstroken richting het knooppunt en 4 rijstroken richting het oosten. naar het westen heeft de A99 2x2 rijstroken. De directe verbinding heeft 2 rijstroken, alle andere verbindingswegen hebben één rijstrook.

## Verkeersintensiteiten
Dagelijks passeren ongeveer 220.000 voertuigen het knooppunt, drukste knooppunt in Beieren en het op vier na drukste van knooppunt van Duitsland.
| Van                                | Naar                             | Gemiddeld aantal voertuigen per dag | Percentage vrachtverkeer |
| ---------------------------------- | -------------------------------- | ----------------------------------- | ------------------------ |
| AS Garching-Süd (A 9)              | AK München-Nord                  | 146.200                             | 9,0 %                    |
| AK München-Nord                    | AS München-Fröttmaning-Süd (A 9) | 103.500                             | 5,4 %                    |
| AS München-Fröttmaning-Nord (A 99) | AK München-Nord                  | 68.000                              | 12,3 %                   |
| AK München-Nord                    | AS Aschheim/Ismaning (A 99)      | 117.200                             | 14,6 %                   |

## Richtingen knooppunt
| Aansluitende wegen             | Aansluitende wegen | Aansluitende wegen | Aansluitende wegen | Aansluitende wegen                                          |
| ------------------------------ | ------------------ | ------------------ | ------------------ | ----------------------------------------------------------- |
| richting Stuttgart / Lindau    |                    |                    |                    | richting Luchthaven München Deggendorf Neurenberg / Berlijn |
|                                |                    |                    |                    |                                                             |
|                                |                    |                    |                    |                                                             |
|                                |                    |                    |                    |                                                             |
| richting Allianz Arena München |                    |                    |                    | richting München-Ost Innsbruck / Salzburg (A)(I)            |

## Foto's

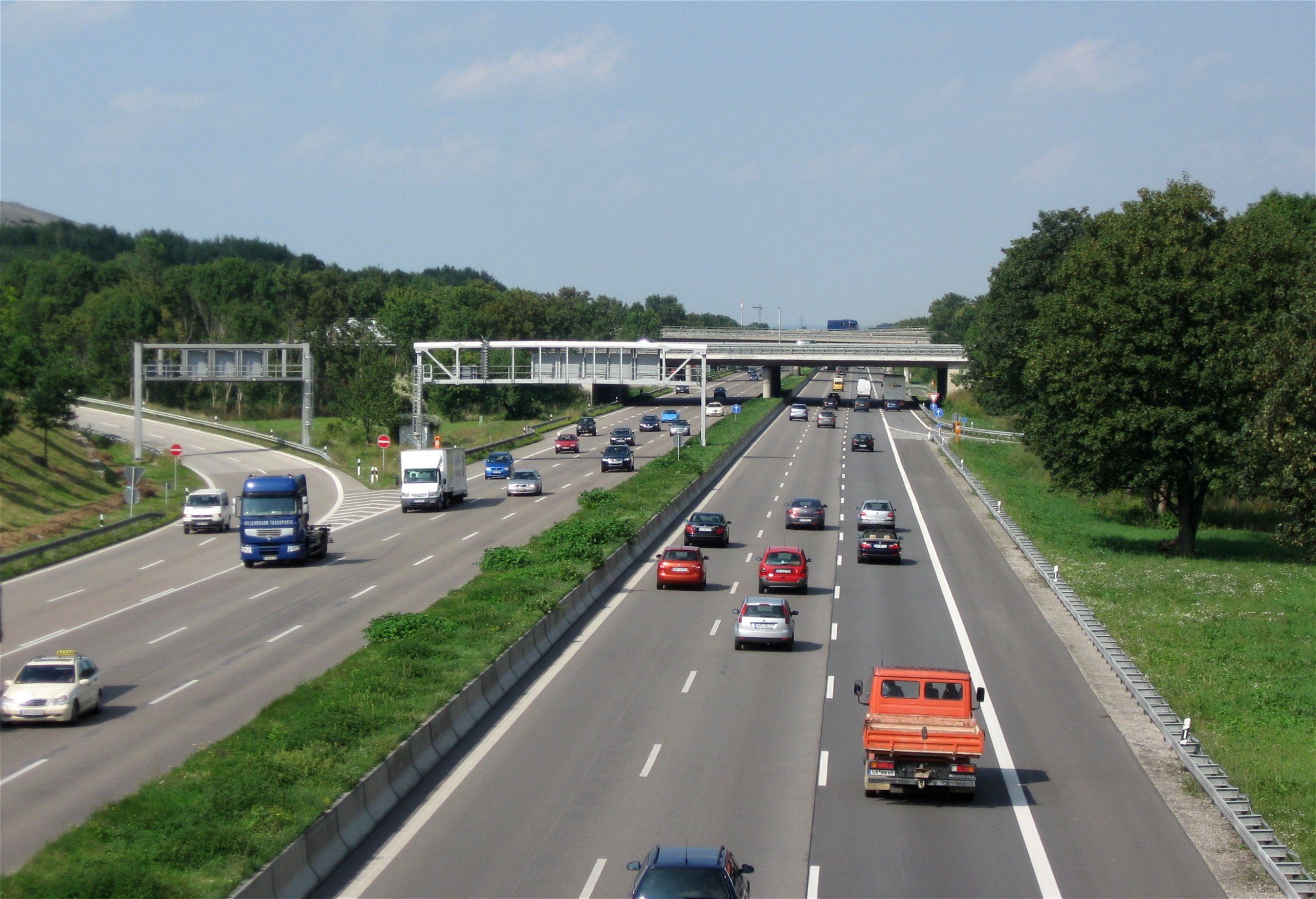
Autobahnkreuz München-Nord, komend over de A9 vanuit het zuiden
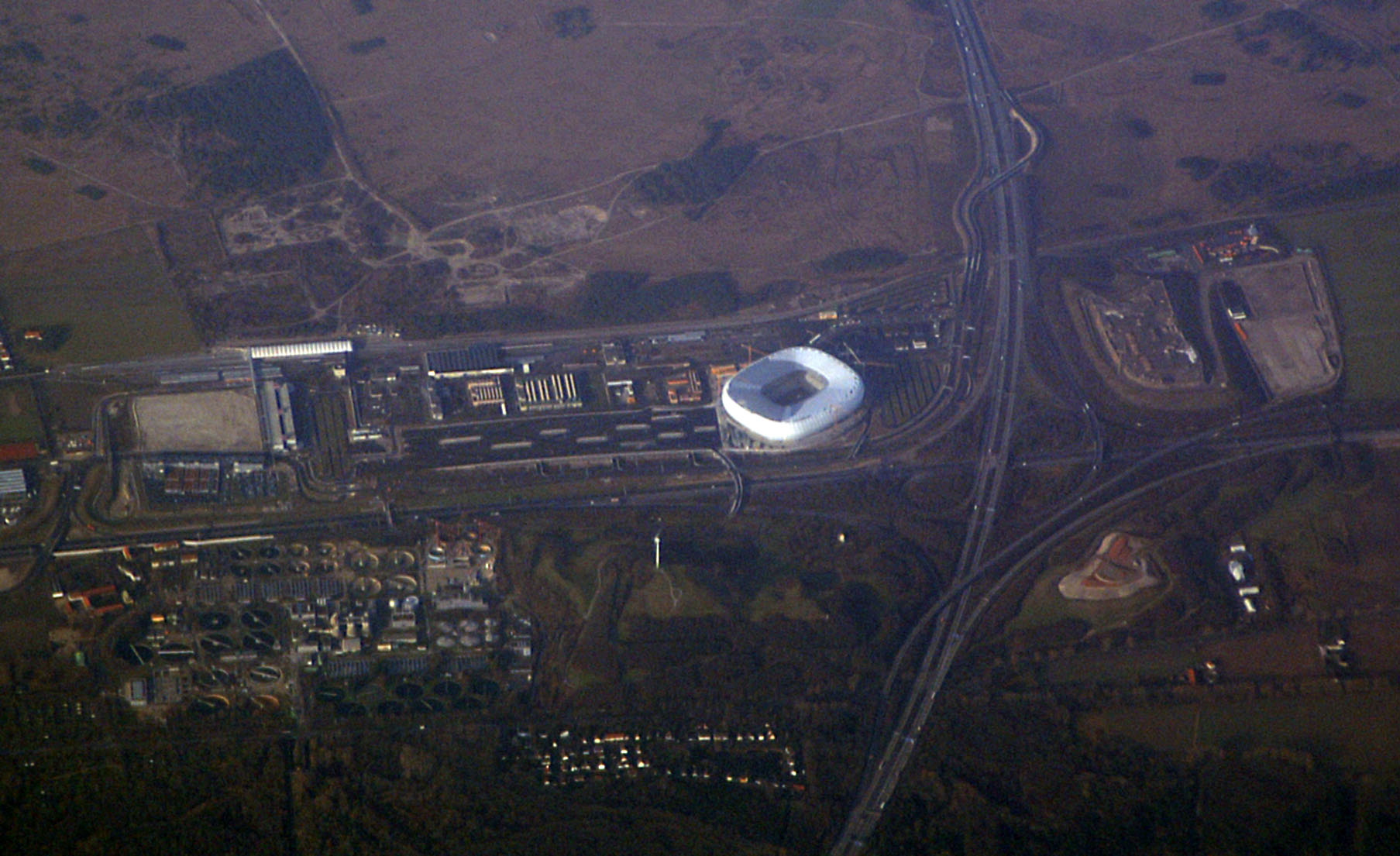
Luchtfoto van het knooppunt met de in aanbouw zijnde Allianz Arena
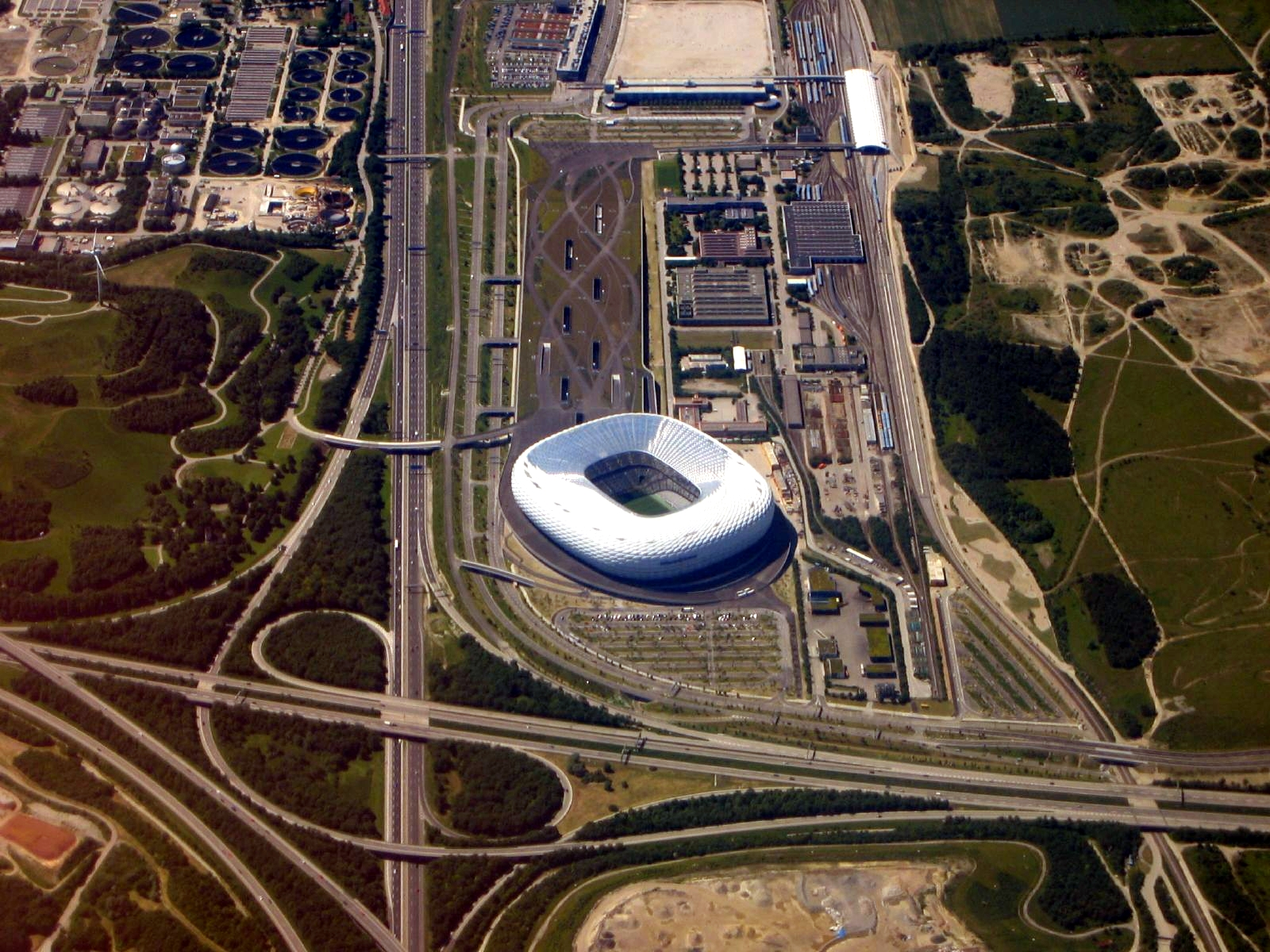
Luchtfoto van de Allianz Arena in München met het Kreuz München-Nord (2005)
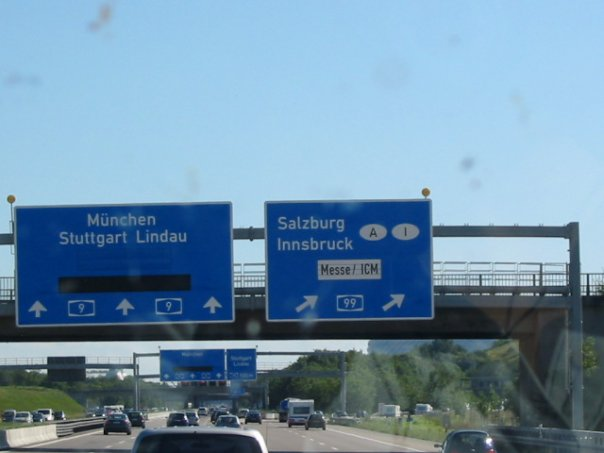
Richting borden bij Kreuz München-Nord vanuit het noorden